# Ныва (волость)
Ныва (эст. Nõva ) — бывшая волость в Эстонии в составе уезда Ляэнемаа.

## Положение
Площадь волости — 129,6 км², численность населения на 1 января 2010 года составляла 424 человек.
Административный центр волости — деревня Ныва. Помимо этого, на территории волости находятся ещё 7 деревень.
В прошлом волость входила в состав уезда Харьюмаа.